# Krystyna Chimanienko

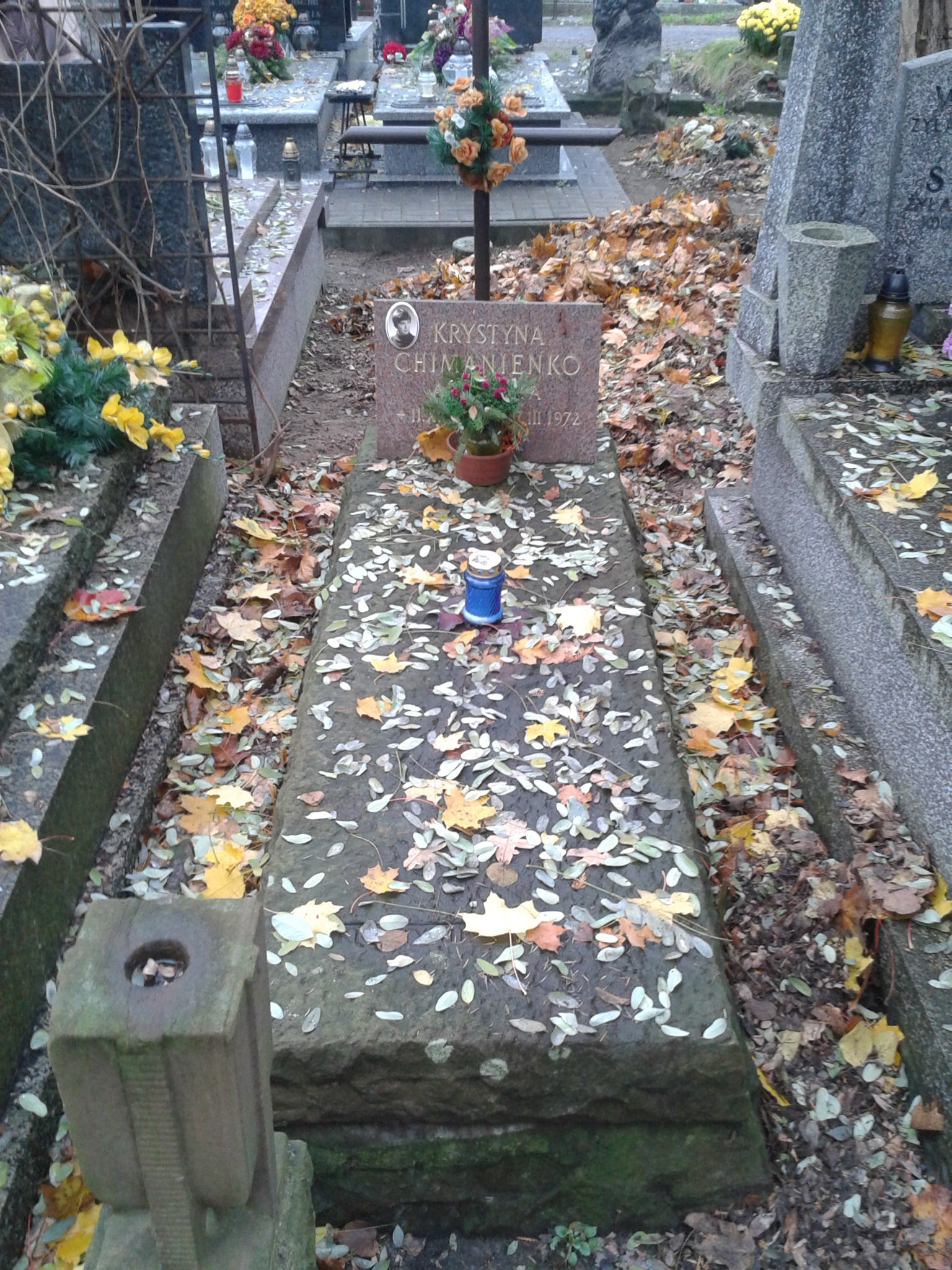
Grób Krystyny Chimanienko na cmentarzu Bródnowskim

Krystyna Chimanienko (ur. 11 grudnia 1934 w Warszawie, zm. 27 marca 1972 tamże) – polska aktorka i piosenkarka.

## Życiorys
Ukończyła w 1952 dawne Liceum Heleny Rzeszotarskiej w Warszawie, a następnie rozpoczęła studia na Wydziale Łączności Politechniki Warszawskiej. Dwa lata później nie udało jej się dostać do Państwowej Wyższej Szkoły Teatralnej. 
Realizując swoją pasję, weszła w skład działającego na politechnice Studenckiego Teatru Dramatycznego. W latach 1957–1961 grała w studenckim kabarecie „Stodoła”. We wrześniu 1961 zdała eksternistyczny egzamin aktorski. Była członkiem licznych grup kabaretowych, m.in. „Szpak” (1961–1962), „Olimp” (1962), „Manekin” (1962–1963). W 1963 otrzymała angaż w warszawskim Teatrze Ateneum, po dwóch latach przeszła do Teatru Komedia, a od 1967 do końca życia grała w Studenckim Teatrze Satyryków. 
Zginęła w wypadku samochodowym. Jadąc ulicą Marszałkowską w Warszawie, na wysokości Ogrodu Saskiego prowadzone przez nią auto wpadło na słup trakcji tramwajowej, a następnie uderzyło w ścianę pałacu Zamoyskich. Pochowana na cmentarzu Bródnowskim w Warszawie (kw. 19A-4-24).

## Filmografia
| Filmy |                       |                                                      |                          |
| Rok   | Tytuł                 | Rola                                                 | Uwagi                    |
| 1960  | Mąż swojej żony       | sąsiadka oglądająca telewizję w mieszkaniu Karczów   | niewymieniona w napisach |
| 1966  | Ktokolwiek wie...     | sekretarka w sądzie                                  |                          |
| 1969  | Rzeczpospolita babska | kapral Czesława Kowalik                              |                          |
| 1969  | Nowy                  | kucharka Krysia w barze mlecznym                     |                          |
| 1971  | Kłopotliwy gość       | referentka w spółdzielni mieszkaniowej „Cybernetyka” |                          |

| Produkcje telewizyjne |                              |                                 |                                |
| Rok                   | Tytuł                        | Rola                            | Uwagi                          |
| 1964                  | Barbara i Jan                | pani Zosia, kelnerka w stołówce | serial telewizyjny, odcinek: 5 |
| 1968                  | Dzieci z naszej szkoły       | pani z psem                     | serial telewizyjny, odcinek: 4 |
| 1969                  | Makbet                       | wiedźma                         | spektakl telewizyjny           |
| 1969                  | Co jest w człowieku w środku | Franka, kelnerka w gospodzie    | film telewizyjny               |
| 1970                  | Zapalniczka                  | celniczka                       | film telewizyjny               |
| 1970                  | Godzina szczytu              | gość                            | spektakl telewizyjny           |

| Dubbing |                        |                          |                                                                |
| Rok     | Tytuł                  | Rola                     | Uwagi                                                          |
| 1959    | Młodzi przyjaciele     | Mario                    |                                                                |
| 1960    | Przygoda na plantacji  | Pat Reilly               |                                                                |
| 1961    | Przygody Tomka Sawyera | Huck Finn                |                                                                |
| 1961    | Piotruś Pan            | Piotruś Pan              |                                                                |
| 1963    | Rozbójnik              | Nino                     |                                                                |
| 1965    | Powodzenia chłopcze    | Kekec                    |                                                                |
| 1968    | Niewidzialny batalion  | Franci                   |                                                                |
| 1969    | Paragon gola           | Marian „Paragon” Tkaczyk | rola Mariana Tchórznickiego, niewymieniona w napisach          |
| 1969    | Do przerwy 0:1         | Marian „Paragon” Tkaczyk | rola Mariana Tchórznickiego, niewymieniona w napisach          |
| 1970    | Przygody psa Cywila    |                          | rola Bogdana Izdebskiego, niewymieniona w napisach, odcinek: 7 |